# Leucodillo endogaeus
Leucodillo endogaeus är en kräftdjursart som beskrevs av Albert Vandel1973. Leucodillo endogaeus ingår i släktet Leucodillo och familjen Armadillidae. Inga underarter finns listade i Catalogue of Life.